# Impressions de New York
Pour plus de détails, voir Fiche technique et Distribution.
Impressions de New York est un court métrage français réalisé par François Reichenbach, sorti en 1955. 

## Synopsis
La caméra subjective de François Reichenbach filme une vision très singulière la ville de New York. Les images sont accompagnées d’une musique de Bela Bartók et sur un texte d'Arthur Rimbaud. Le commentaire est écrit par Jacques Doniol-Valcroze.

## Fiche technique
- Titre : Impressions de New York
- Réalisation : François Reichenbach
- Producteur délégué : Pierre Braunberger
- Commentaire : Jacques Doniol-Valcroze, dit par Jean Desailly
- Photographie : François Reichenbach
- Musique : Béla Bartók  "Le Mandarin merveilleux"
- Montage : Renée Lichtig
- Société de production : Les Films de la Pléiade
- Société de distribution : Meteor Film Productions
- Pays d'origine :  France
- Format : Couleur
- Genre : Court métrage documentaire
- Durée : 13 minutes
- Date de sortie : France : 1955

## À propos du film
François Reichenbach confie dans ses mémoires Le monde a encore un visage(1981) :

« Lorsque je suis est parti pour la première fois à New York, j’avais emporté une caméra 16 mm Bell & Howell dont je n'avais pas lu la notice. J’ignorais comment utiliser la pellicule et par mégarde j’ai chargé des bobines déjà impressionnées, ce qui a donné ses drôles d'images superposées. Un procédé connu que j’avais réinventé par hasard »

.

## Récompenses
- 1956 : Prix spécial du jury au Festival de Tours
- 1956 : Mention au Festival international du film d'Édimbourg